# Enicospilus diabolicus
Enicospilus diabolicus là một loài tò vò trong họ Ichneumonidae.